# Maslenica-Autobahnbrücke
Die Maslenica-Autobahnbrücke, kroatisch "Novi" Maslenički most, führt die Autocesta A1 bei Rovanjska über die Meerenge von Maslenica (Masleničko ždrilo bzw. Novsko ždrilo) in der Gespanschaft Zadar in Kroatien.
Sie steht 1,5 km nördlich der Maslenica-Brücke, die die Adria-Magistrale D8 über die Meerenge führt. Diese historisch ältere Brücke wurde im Kroatienkrieg 1991 zerstört und erst nach der Autobahnbrücke wieder aufgebaut, was oft zu Verwirrungen führt, wenn die Autobahnbrücke als die Neue Maslenica-Brücke bezeichnet wird, obwohl sie acht Jahre älter ist als die wiederaufgebaute Maslenica-Brücke.

## Beschreibung
Die 377,6 m lange und 20,4 m breite Maslenica-Autobahnbrücke hat in jeder Fahrtrichtung zwei Fahrspuren und einen sehr schmalen Pannenstreifen. Auf dem Mittelstreifen stehen Beleuchtungsmasten. Sie überquert die Meerenge in einer Höhe von 90 m.
Die Brücke ist der in dieser Gegend häufigen und starken Bora sehr ausgesetzt. Im Dezember 1998 wurden Windböen von 248 km/h (69 m/s) gemessen. Die Brücke hat deshalb an beiden Seiten Betonplatten als Windschutz. Vor der Brücke stehen außerdem Verkehrsbeeinflussungsanlagen, mit denen die zulässige Geschwindigkeit reduziert oder die Brücke ganz gesperrt werden kann.
Ihr großer, 200 m weiter, eingespannter Stahlbetonbogen hat eine Pfeilhöhe von 65 m. Er besteht aus einem zweizelligen, rechteckigen, 9 m breiten und 4 m hohen Hohlkasten. Der Fahrbahnträger besteht aus 8 parallelen Spannbetonträgern, die mit Ortbeton zu einer durchlaufenden 20,4 m breiten Platte verbunden wurden. Die 13 Stahlbetonpfeiler sind zwischen 67,9 m und 3,6 m hoch und haben einen Hohlquerschnitt von 2,0 m × 2,5 m, lediglich die Pfeiler über den Widerlagern haben einen Querschnitt von 2,5 m × 2,5 m. Ihre Achsabstände sind 26 + 10×30 + 24 m.
Der Bogen wurde im Freivorbau mit Hilfe von zwei 23 m hohen Hilfspylonen und Abspannungen erstellt. Die Spannbetonträger wurden abschnittsweise nahe der Baustelle vorgefertigt.
Die von dem an der Fakultät für Bauingenieurwesen in Zagreb tätigen Jure Radić entworfene Brücke wurde von dem Unternehmen Konstruktor–Inženjering in den Jahren 1993 bis 1997 ausgeführt.